# Ferrocarriles Federales Suizos

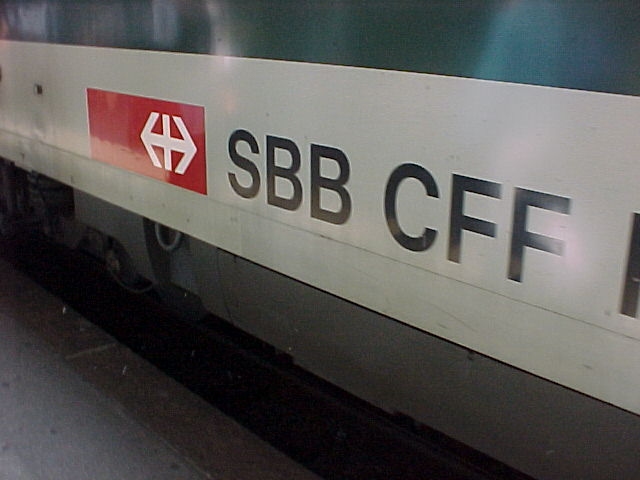
Logotipo de la SBB-CFF-FFS en un coche.

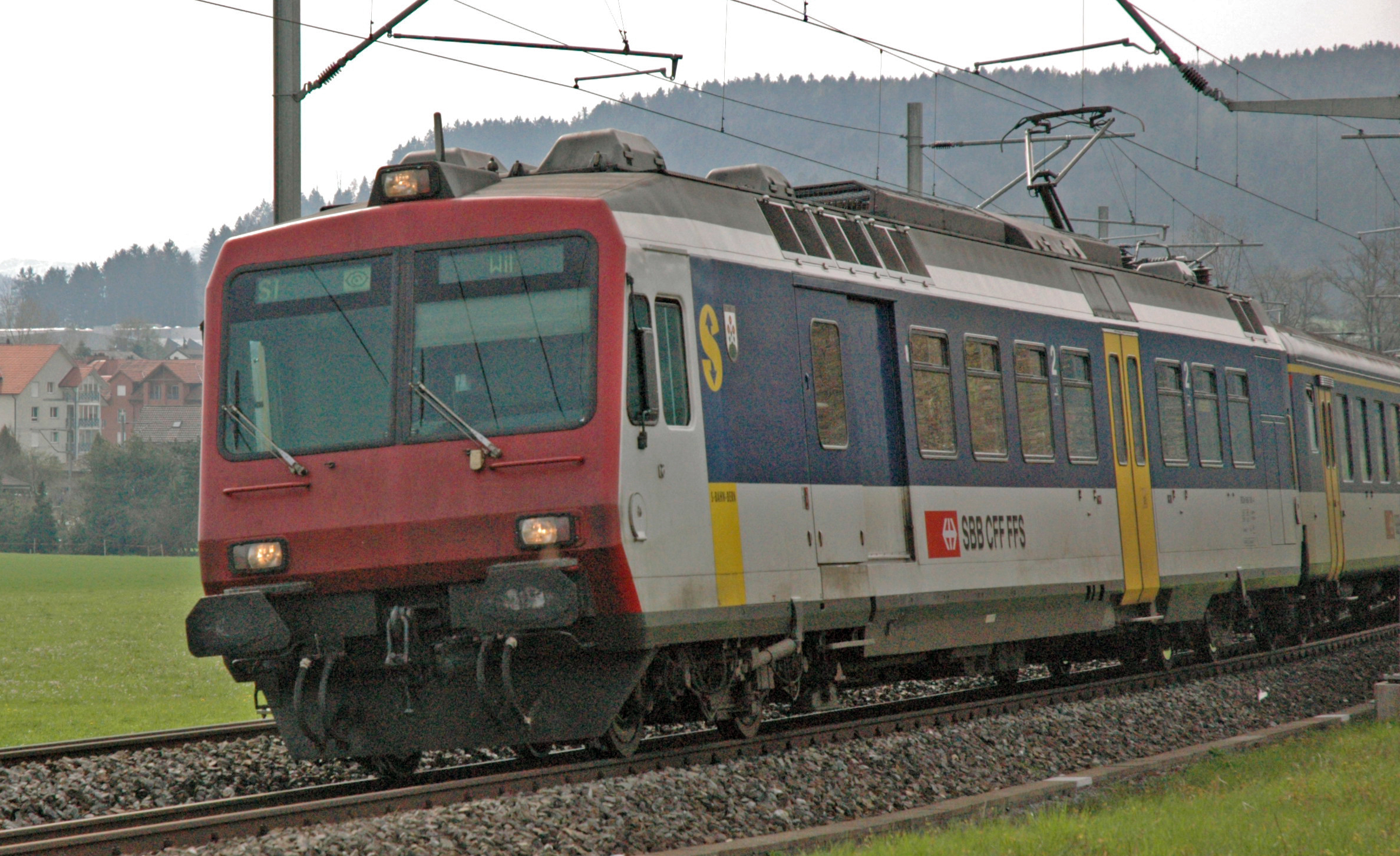
Unidad RBDe 560 Kolibri del S-Bahn Zürich

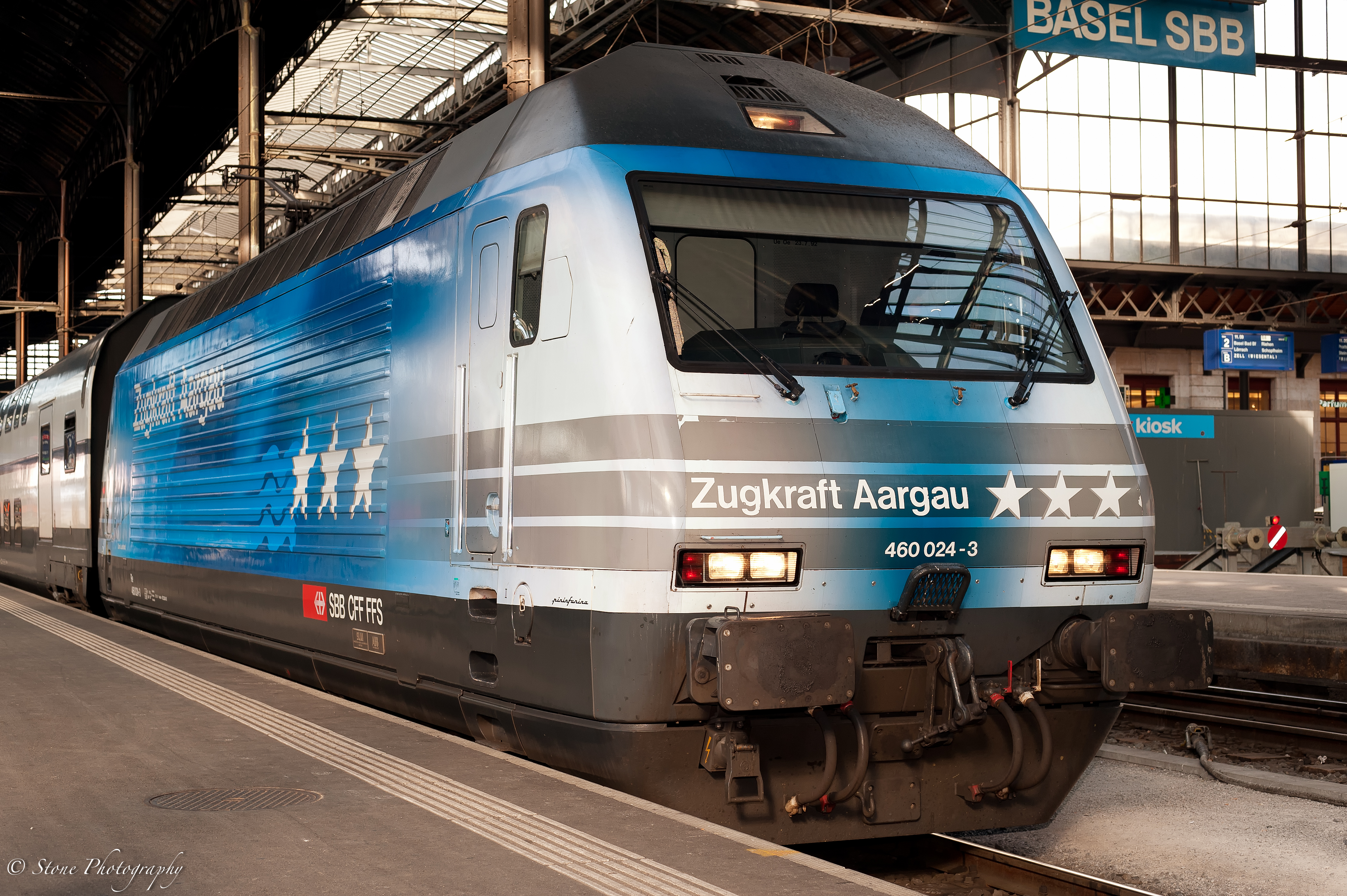
Re 460

Red ferroviaria de SBB-CFF-FFS

Los Ferrocarriles Federales Suizos (en alemán: Schweizerische Bundesbahnen, en francés: Chemins de fer fédéraux suisses, en italiano: Ferrovie federali svizzere), conocidos por sus abreviaturas SBB CFF FFS en alemán, francés e italiano, respectivamente, son la principal empresa ferroviaria de Suiza y una de las más importantes del continente europeo. Es una empresa pública constituida como Sociedad Anónima (SA), cuyo capital accionario es del Estado Suizo en su totalidad y tiene su sede central en Berna.

## Historia
En Suiza, todos los ferrocarriles estaban en el siglo XIX en manos privadas. Los intereses económicos y políticos regionales de cada sociedad llevaron a la construcción de líneas ferroviarias prácticamente paralelas, lo que tuvo terribles consecuencias financieras e implicó la quiebra de varias de ellas.
En la votación del 20 de febrero de 1898, el pueblo suizo aceptó la creación de una empresa ferroviaria estatal. El primer tren financiado por la Confederación circuló la noche de Año Nuevo de 1901 desde Zúrich hasta Ginebra vía Berna. Sin embargo, se considera día del nacimiento oficial de la SBB-CFF-FFS el 1 de enero de 1902 porque hasta ese día el servicio lo pagaba el gobierno aunque circulaba con los nombres de los ferrocarriles privados. De esta manera se procedió a integrar en una compañía pública las diferentes compañías ferroviarias que habían sido nacionalizadas. Las compañías absorbidas inicialmente fueron:
- Aargauische Südbahn (ASB)
- Bötzbergbahn (BöB)
- Schweizerische Nordostbahn (NOB)
- Schweizerische Centralbahn (SCB)
- Toggenburgerbahn (TB)
- Vereinigte Schweizerbahnen (VSB)
- Wohlen-Bremgarten (WB)

Posteriormente se fueron absorbiendo más compañías:
- Jura-Simplon-Bahn (JS) que incluía el Brünigbahn en 1903
- Gotthardbahn-Gesellschaft (GB) en 1909
- Jura-Neuchâtelois (JN) en 1913
- Tössthalbahn (TTB) que incluía el Wald-Rüti (WR) en 1918
- Seethalbahn (STB) en 1922
- Uerikon-Bauma-Bahn (UeBB) en 1948

El 3 de junio de 1956 es abolida la primera clase de entonces (clase de lujo), y consecuentemente la segunda y la tercera clase fueron “ascendidas” un grado.
En 1982 se introduce el “horario cadenciado”, que permite una memorización fácil de los horarios y, por consiguiente, un mayor uso de los trenes por el público.
El cambio de horario más grande luego de 1982 se llevó a cabo en 2004. Dentro del proyecto Ferrovia 2000, el 90% de los trenes cambió de horario y al mismo tiempo aumentó en un 12% el número de trenes.
La consecuencia principal de “Ferrovia 2000” fue la reducción de los tiempos de viaje en el triángulo Basilea-Zúrich-Berna a menos de una hora. De esta manera se crearon las condiciones ideales para cambiar de tren en los tres nudos y, por tanto, el tiempo de viaje total se redujo para todos los recorridos que necesitan un cambio de tren en alguno de los tres nudos.

## Información general
Desde el 1 de enero de 1999, los SBB fueron separados de la administración federal y se conformaron con la figura legal de una empresa OR, cuyas acciones pertenecen en su totalidad a la Confederación Helvética.
La institución debe ser administrada como una empresa normal. El gobierno de Suiza le fija objetivos a cumplir cada cuatro años. Al mismo tiempo, se fijan la compensación y el financiamiento que la Confederación dará a la empresa para que cumpla sus objetivos e inversiones en infraestructura y rendimiento. Los resultados financieros en las ramas de tránsito de personas y transporte combinado deben tener como meta lograr una determinada utilidad. Para el transporte a largas distancias y el transporte de mercancías, el objetivo es cubrir por lo menos los costos incurridos.

### Estructura interna y administración
Vincent Ducrot es actualmente CEO desde 2020; asumió el cargo después de que Andreas Meyer estuviera al frente del grupo de 2007 a 2020. 
Desde el 1 de enero de 2009, entró en funcionamiento una nueva estructura interna de cuatro divisiones: transporte de personas, transporte de mercancías, infraestructura y bienes raíces. Existe una estructura central que cubre las áreas de finanzas corporativas y auditoría, secretariado general, informática, comunicación, desarrollo corporativo, personal y seguridad.

### Empresas paralelas y participaciones
En Alemania, la empresa SBB GmbH opera el transporte ferroviario de personas en Wiesental (en la Selva Negra) y el tren Seehas (cerca de Constanza).
Empresas paralelas de SBB son SBB Cargo AG (100%), Thurbo (90%), RegionAlps AG y AlpTransit Gotthard AG (ambas 100%). Los SBB tienen una participación importante en las empresas Zentralbahn (66%), Cisalpino AG (50%), TiLO y Lyria.
Para la preservación y conservación de su legado histórico, los SBB crearon en el año 2002 la Fundación del Legado Histórico de los SBB (Stiftung Historisches Erbe der SBB). Esta fundación tiene activos históricos de los SBB y opera una infoteca en Berna, la cual incluye una gran biblioteca histórica, un archivo, así como un fotoarchivo de temas relacionados con la historia de esta empresa.

## Organización
Los SBB-CFF-FFS están divididos en tres grupos y dos sectores dedicados:
- División Pasajeros: Gestiona trenes tipo EuroCity, InterCity, InterCityNeigezug, InterRegio, RegioExpress, RegionalBahn, S-Bahn
- División Cargo
- División Infraestructura
- Sector Inmuebles
- Sector Central (Finanzas, Personal).

## Filiales
SBB-CFF-FFS forma parte o posee las siguientes filiales:
- AlpTransit Gotthard (constructora del Túnel de base de San Gotardo).
- Thurbo
- SBB Cargo Deutschland
- SBB Cargo Italia
- SBB GmbH (Alemania)
- Cisalpino-AG (50% Trenitalia, 50% SBB-CFF-FFS)
- TiLo (50% Trenitalia, 50% SBB-CFF-FFS)
- TGV Lyria (74% SNCF, 26% SBB-CFF-FFS)

## En cifras
- Pasajeros anuales (2007): 306,7 millones.
- Mercancías anuales: 60 millones de toneladas.
- Longitud de la red: aproximadamente 3000 km.
- Estaciones: 824
- Estaciones de pasajeros: 760
- Estaciones de mercancías: 452
- Estación con la mayor cantidad de viajeros: Zúrich.
- Empleados: 27.438.
- Puntualidad (2007): el 95,9% de los trenes circuló con menos de 5 minutos de retraso.

La red ferroviaria de los SBB-CFF-FFS está completamente electrificada. La línea de Brünig Brünigbahn, de ancho de vía métrico (1000 mm), fue hasta 2005 la única línea de los SBB-CFF-FFS que no tenía el ancho de vía UIC de 1435 mm. En 2005 se vendió al ferrocarril Luzern-Stans-Engelberg-Bahn para crear la empresa Zentralbahn.

## Curiosidades
Las vías de los SBB-CFF-FFS destacan en Europa por su alta ocupación de circulaciones, debido a varias causas:
- Trenes Intercity entre las principales capitales del país cada 30 min.
- Numerosas circulaciones de mercancías que circulan por casi todas las líneas con pesados trenes portando camiones y contenedores, para evitar las atascadas autopistas.
- Buen servicio de trenes regionales en todas las áreas y servicios de cercanías realmente largos que conectan ciudades lejanas.

Los ferrocarriles suizos sobresalen por su limpieza (en trenes y estaciones); cada año se recogen:
- 2,5 millones de botellas de plástico con un peso total de 65.000 kg
- 2 millones de latas de aluminio con un peso total de 29.000 kg
- Casi 1 millón de botellas de vidrio con un peso total 190 tm.

## Material rodante (actualmente en circulación)[2]
Automotores:

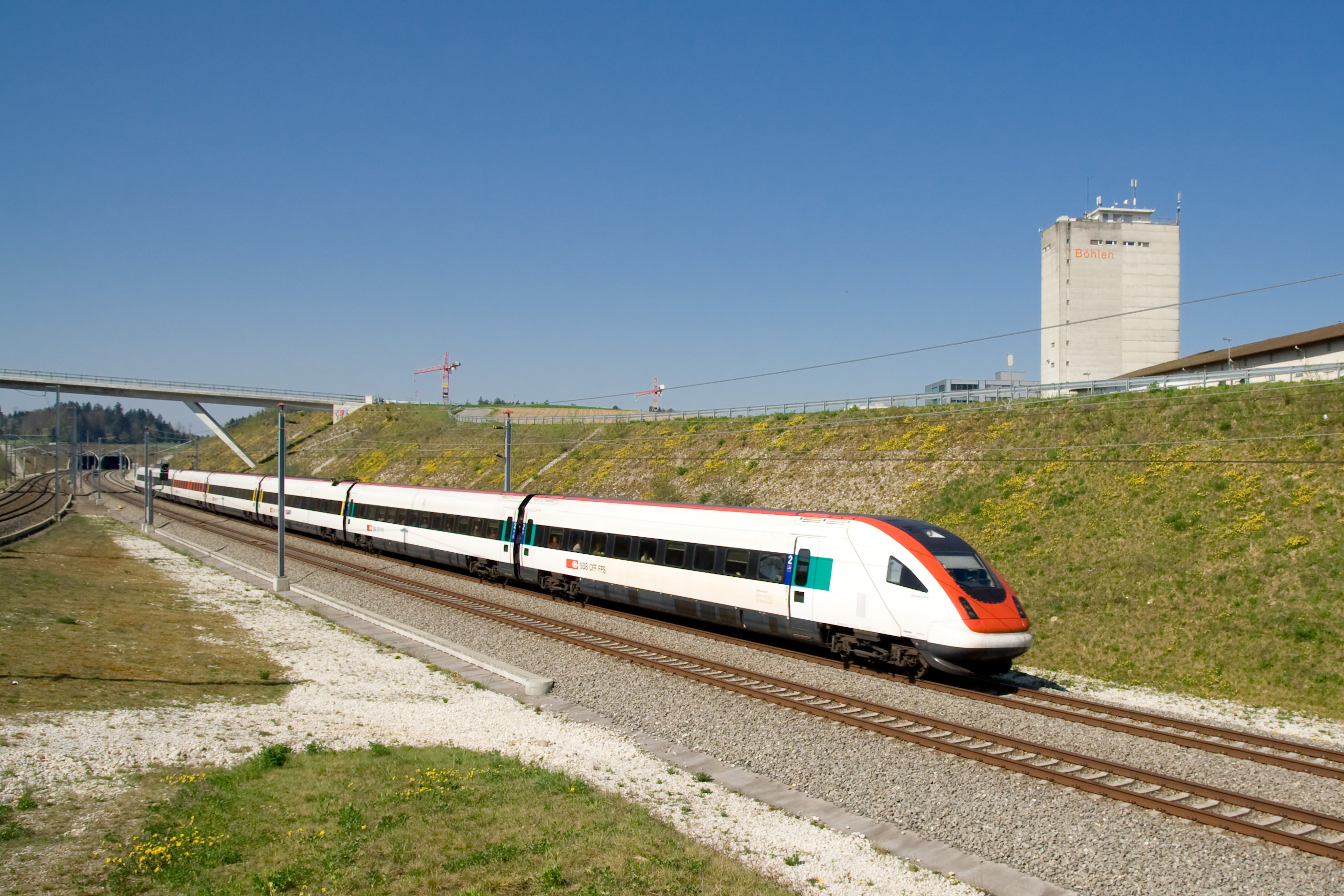
RABDe 500
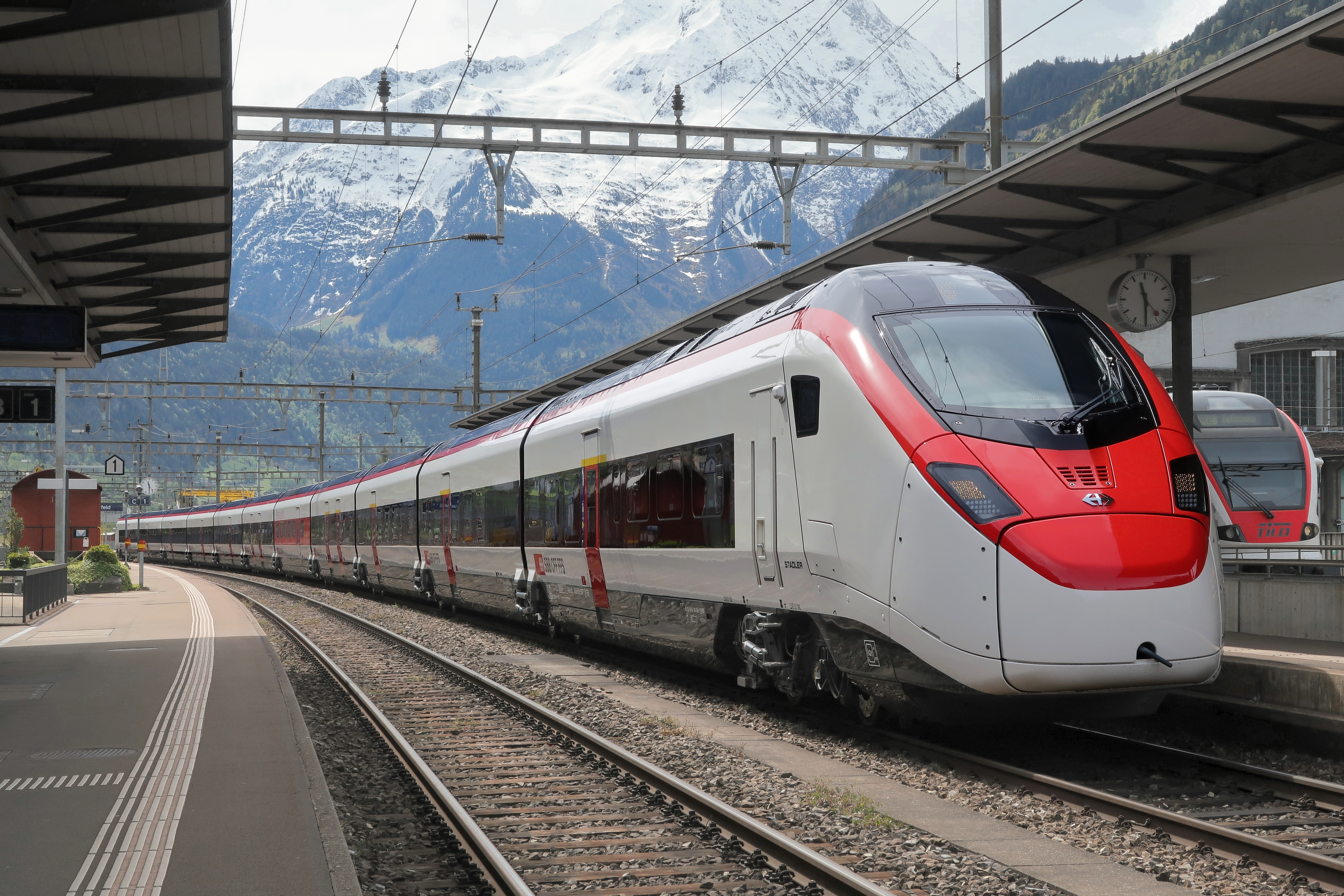
RABe 501 (Giruno)
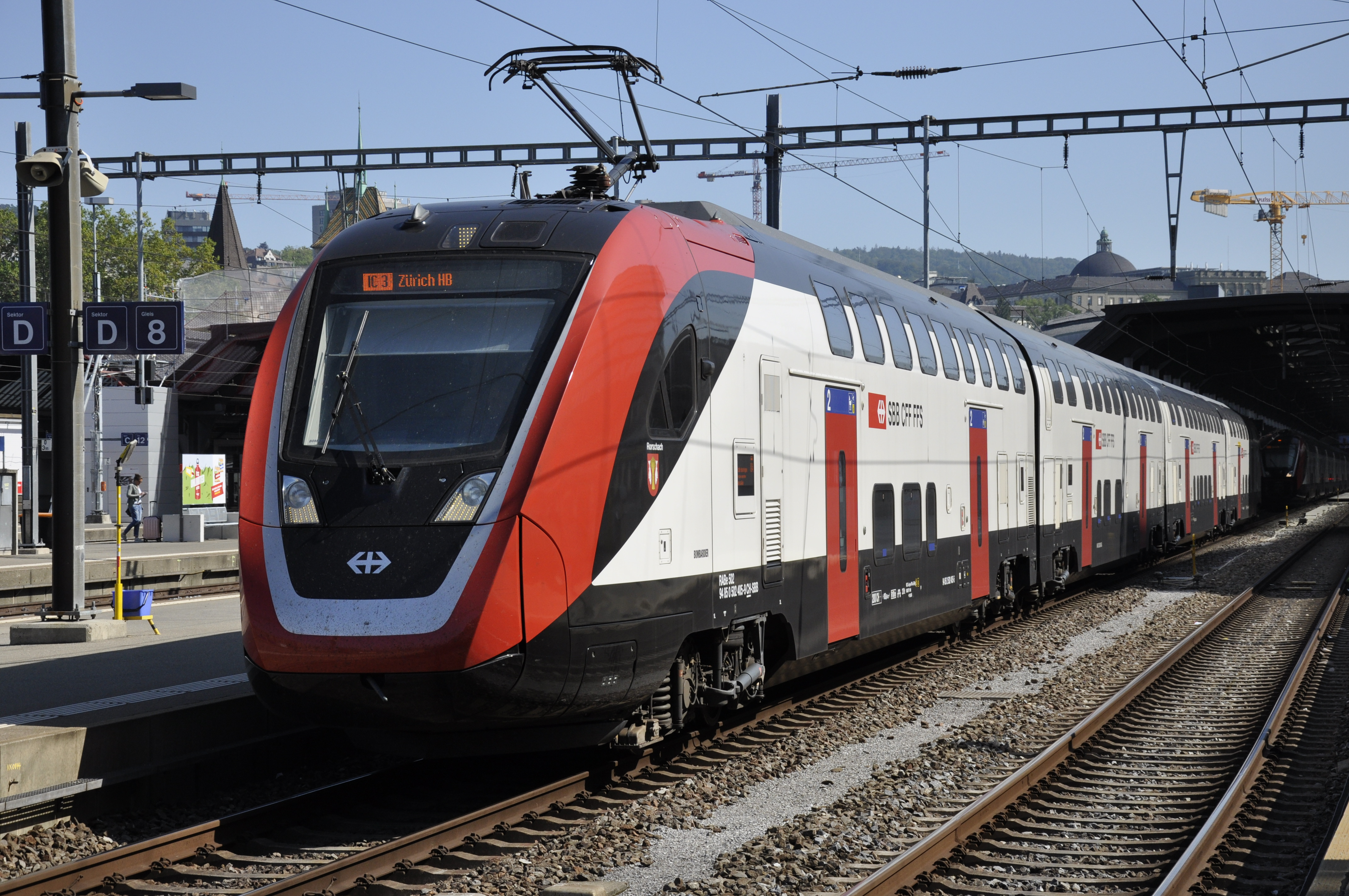
RABe 502 (TWINDEXX)
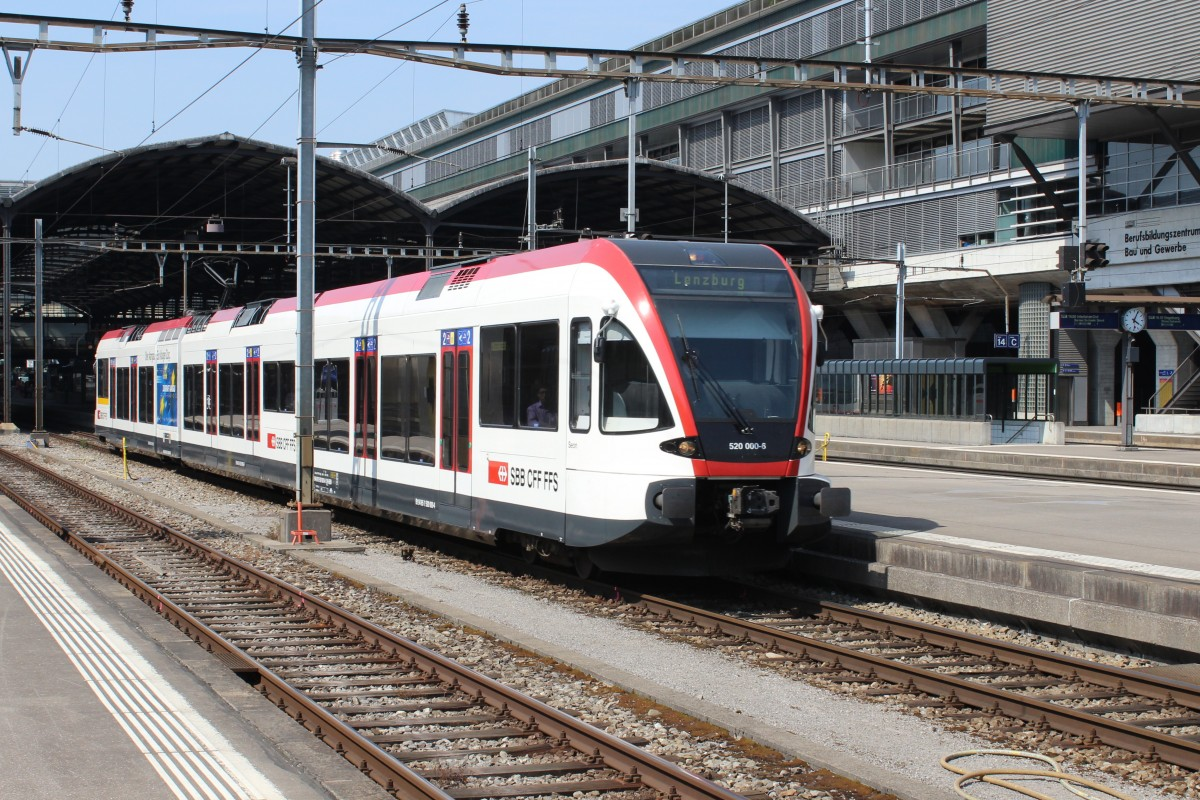
RABe 511
- RABe 514
- RABe 520
- RABe 521, 522, 523, 524
- RABe 526
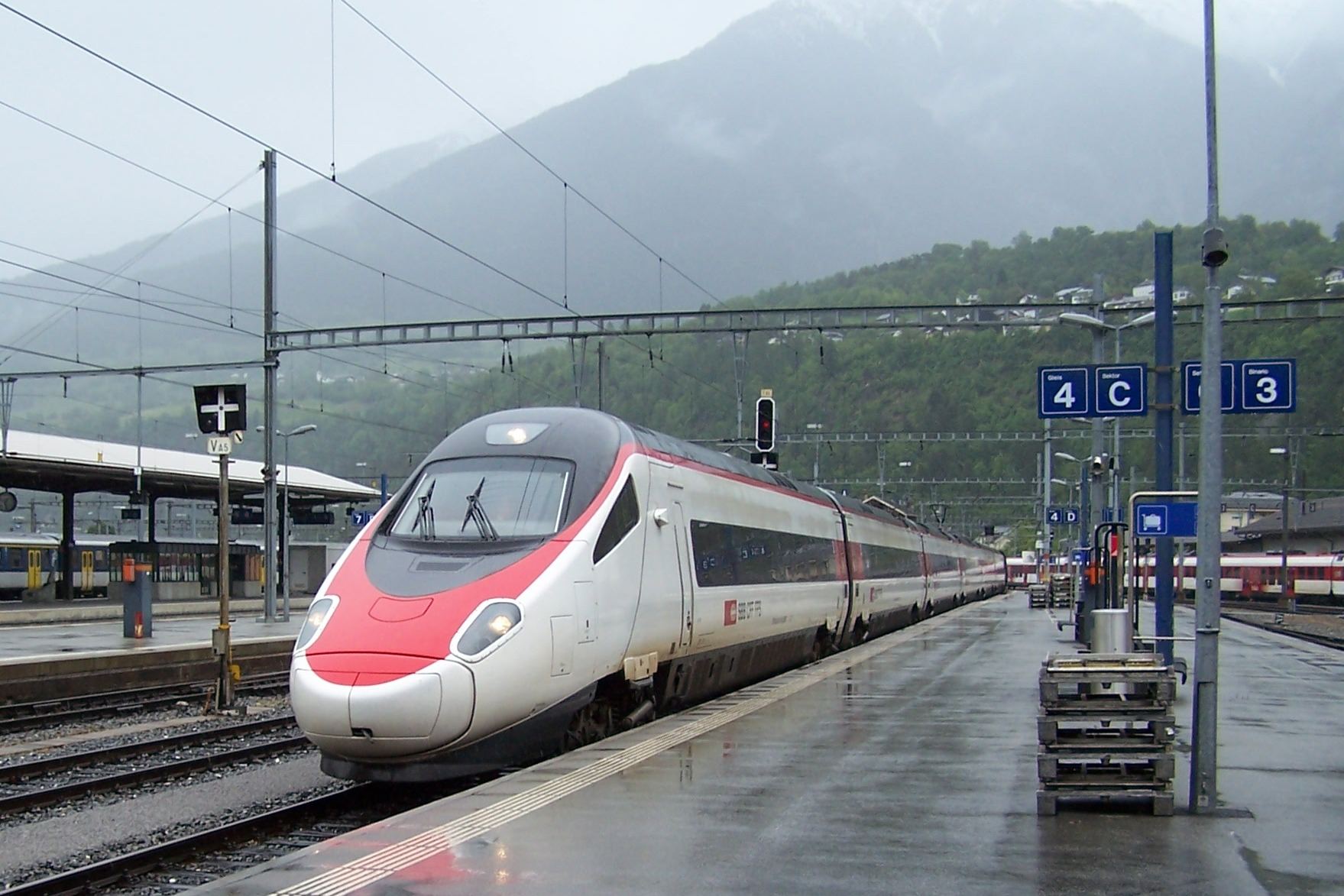
ETR 610
- RBDe 560, 561, 562
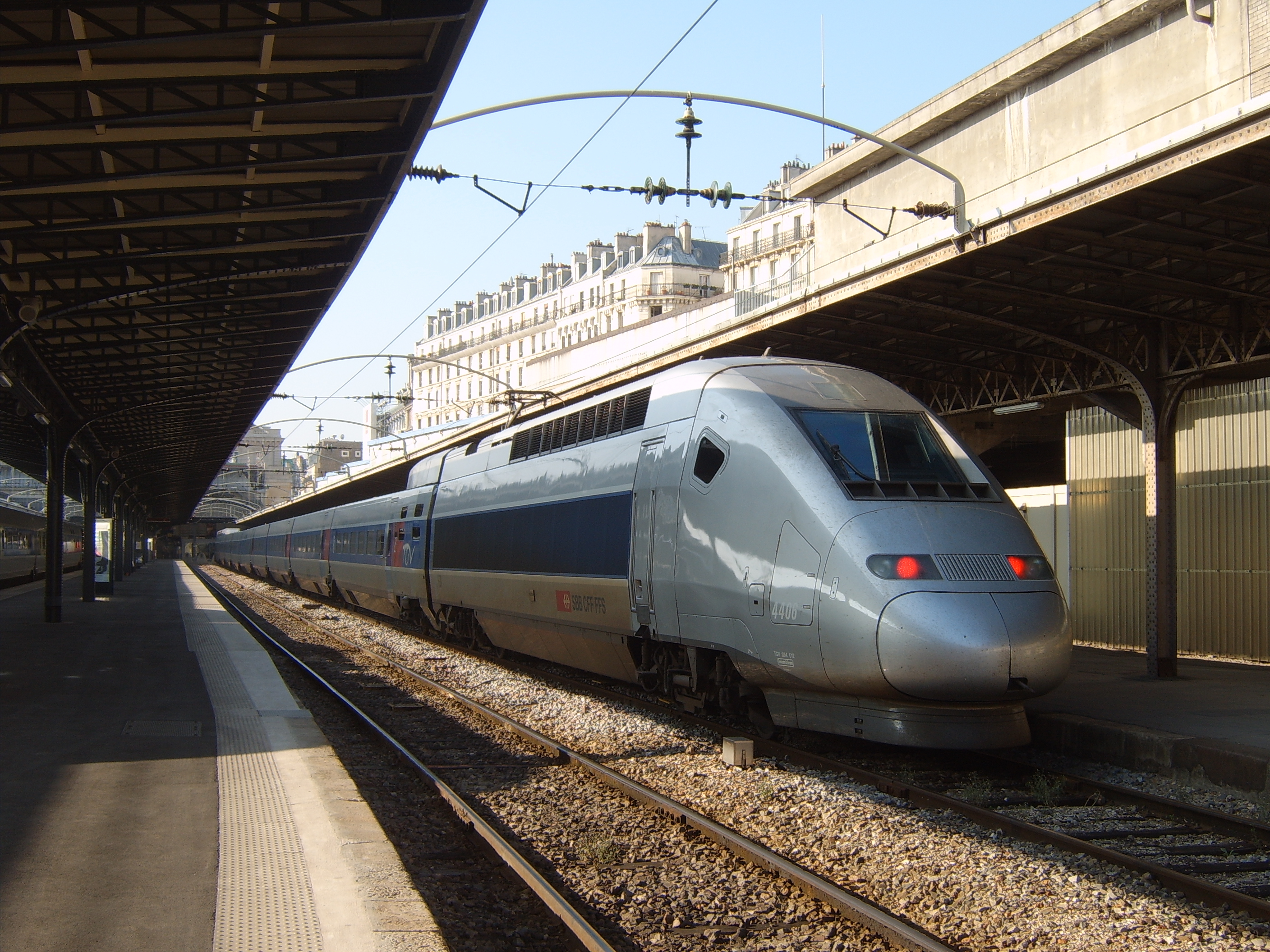
TGV POS 4406

- RABDe 500
- RABe 501 Giruno
- RABe 502
- RABe 520
- ETR 610
- TGV POS 4406

Locomotoras:
- Re 420 (Re 4/4 II)
- Re 430 (Re 4/4 III)
- Re 450
- Re 460
- Re 474
- Re 482
- Re 484
- Ae 610 (Ae 6/6)
- Re620 (Re 6/6)
- Am 6/6
- Am 841
- Am 843
- Ee 922

Coches de pasajeros:
- IC 2000
- UIC-Z
- UIC-X
- Coches unificados (TIPO 1)
- Coches unificados (TIPO 2)
- Coches unificados (TIPO 3)
- Coches unificados (TIPO 4)